# Ворніченій-Міч
Ворніченій-Міч (рум. Vornicenii Mici) — село у повіті Сучава в Румунії. Входить до складу комуни Моара.
Село розташоване на відстані 347 км на північ від Бухареста, 11 км на південний захід від Сучави, 116 км на північний захід від Ясс.

## Населення
За даними перепису населення 2002 року у селі проживали 99 осіб, усі — румуни. Усі жителі села рідною мовою назвали румунську.